# سان خايمي دي فرونتانيا
بلدية سانت جاومي دي فرونتانا (بالكاتالانية: Sant Jaume de Frontanyà) هي إحدى بلديات مقاطعة برشلونة، والتي تقع في منطقة كاتالونيا، شرق إسبانيا.
يبلغ عدد سكانها 30 نسمة وفقاً لإحصائية سنة (2007).